# معادن الكبريتيدات

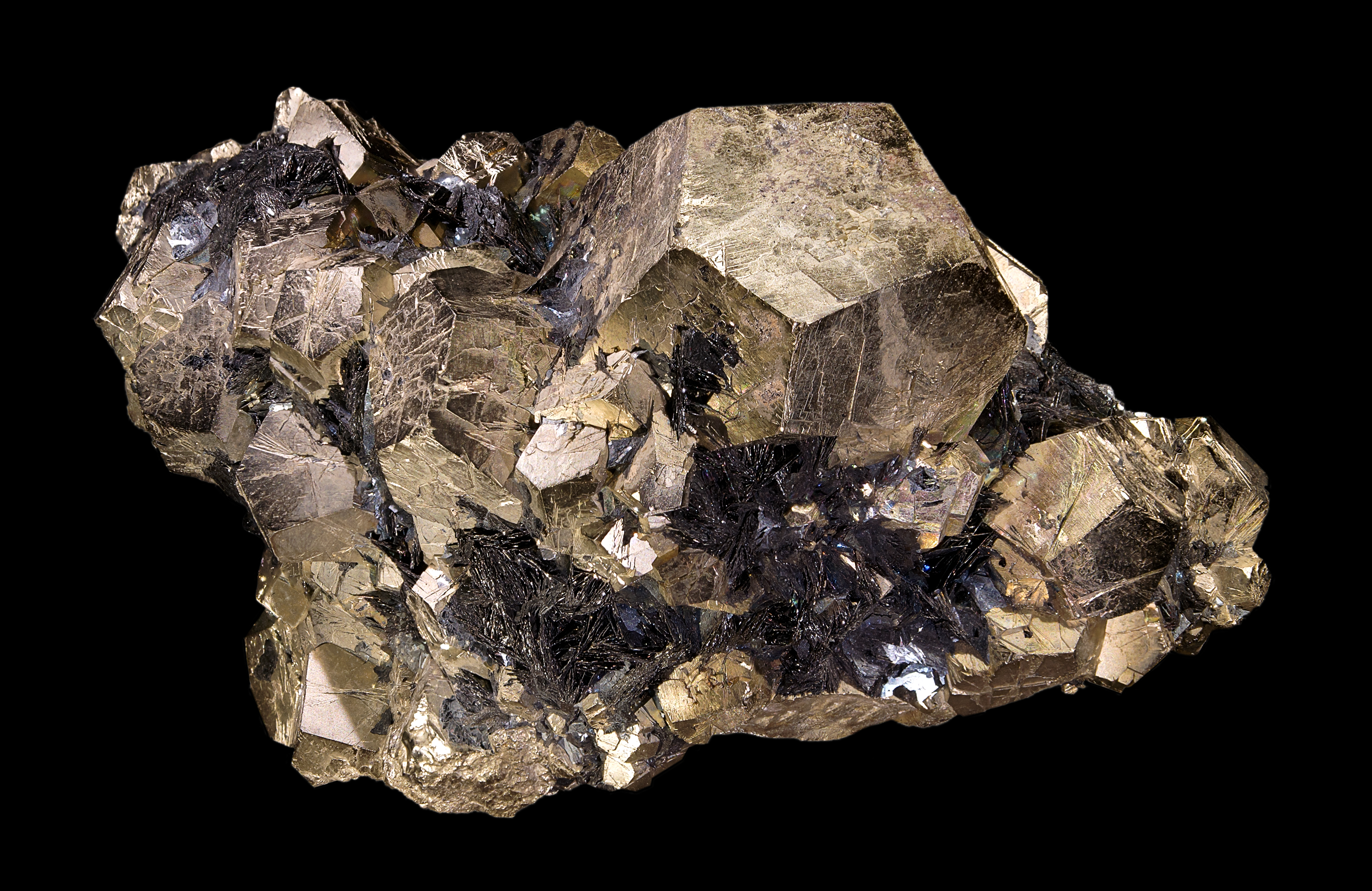
بيريت

معادن الكبريتيدات (أو معادن السلفيدات) هي صنف من المعادن الحاوية على الكبريتيد (2−S) وذلك على شكل أنيون أساسي في بنية المعدن.
تمتاز بعض معادن الكبريتيدات بأنها ذات أهمية اقتصادية، إذ تكون على شكل خامة رئيسية لبعض الفلزات على سبيل المثال.

## أمثلة
من بين المثلة على معادن الكبريتيدات كل من:
- أكانثيت Ag2S
- كالكوسيت Cu2S
- بورنيت Cu5FeS4
- غالينا PbS
- سفاليريت ZnS
- كالكوبيريت CuFeS2
- بيروتيت Fe1−xS
- ميلريت NiS
- بنتلانديت (Fe,Ni)9S8
- كوفيلليت CuS
- زنجفر HgS
- رهج الغار AsS
- رهج أصفر As2S3
- ستيبنيت Sb2S3
- بيريت FeS2
- ماركاسيت FeS2
- مولبدينيت MoS2

كبريتيدات زرنيخية:
- كوبالتيت (Co,Fe)AsS
- أرسينوبيريت FeAsS
- غيرسدورفيت NiAsS

أملاح سلفو:
- بيرارغيريت Ag3SbS3
- بروستيت Ag3AsS3
- تيتراهيدريت Cu12Sb4S13
- تينانتيت Cu12As4S13
- إنارغيت Cu3AsS4
- بورنونيت PbCuSbS3
- جيمسونيت Pb4FeSb6S14
- سيليندريت Pb3Sn4FeSb2S14
- بولانغيريت Pb5Sb4S11